# Torneo Anual 2021 de Primera División (Liga Chacarera)
El Torneo Anual 2021 de Primera División, organizado por la Liga Chacarera de Fútbol, será la primera competición del año, luego de más de 1 año y 8 meses sin jugar debido a la Pandemia de COVID-19.
Dará comienzo el 18 de septiembre y finalizará el 20 de noviembre.
Los nuevos participantes son los equipos ascendidos de la Primera B: Ateneo Mariano Moreno, que volvió tras 9 años, y El Auténtico que hará su debut en esta categoría.
Consagrará un campeón, que clasificará al Torneo Regional Federal Amateur 2022 y una plaza al próximo Torneo Provincial para el subcampeón.
El sorteo del fixture y el formato de la competición fue el 23 de agosto en la nueva sede del Club El Auténtico en Barrio La Viñita.

## Ascensos y descensos
| Pos                  | Ascendidos de la Primera B 2019 |
| -------------------- | ------------------------------- |
| Campeón Anual        | Ateneo Mariano Moreno           |
| Campeón Petit Torneo | El Auténtico                    |

| Prom                    | Descendidos de la Primera División 2019 |
| ----------------------- | --------------------------------------- |
| 10.º Tabla Conjunta     | Obreros de San Isidro                   |
| 10.º Tabla de Promedios | La Carrera                              |

## Formato

### Competición
- El certamen se desarrollará en una sola rueda con el sistema de Todos Contra Todos.
- El equipo que se ubique en la primera ubicación de la Tabla de posiciones al finalizar el torneo, jugará la Final Absoluta contra el ganador del Petit Torneo.
- En el caso de que dos o más equipos finalicen en el primer puesto, se resolverá por partidos jugados entre sí o sino por goles a favor.

- Los equipos ubicados del 2.º al 5.º puesto, participarán del Petit Torneo.
- Semifinales: participarán los 4 equipos mejores ubicados, a un solo partido, en dónde si termina igualado en los 90 minutos se definirá mediante penales.

Los encuentros se definirán de la siguiente manera: 2.º vs.5.º y 3.º vs. 4.º
- Final: participarán los 2 equipos ganadores de las semifinales, en dónde el ganador disputará la Final Absoluta.

- Final Absoluta: lo jugarán el equipo que se halla ubicado en la 1.º ubicación de la Tabla de posicioones vs. el ganador del Petit Torneo. El vencedor jugará el Torneo Regional Federal Amateur, mientras el subcampeón se ganará el derecho de participar del Torneo Provincial 2021.

## Equipos participantes
| Nombre del club                                | Ciudad          | Departamento        | Entrenador        | Fundación                |
| ---------------------------------------------- | --------------- | ------------------- | ----------------- | ------------------------ |
| Club Ateneo Mariano Moreno                     | Villa Dolores   | Valle Viejo         | Juan Carlos Gómez | 17 de julio de 1941      |
| Club Deportivo Coronel Daza                    | Banda de Varela | Capital             | Marcelo Arias     | 12 de octubre de 1930    |
| Club Defensores de Esquiú                      | Piedra Blanca   | Fray Mamerto Esquiú | Marcelo Mendoza   | 27 de noviembre de 1943  |
| Club Social, Cultural y Deportivo El Auténtico | Catamarca       | Capital             | Hernán Piza       | 29 de septiembre de 1993 |
| Club Atlético Independiente                    | San Antonio     | Fray Mamerto Esquiú | Raúl Herrera      | 27 de enero de 1950      |
| Club Social y Deportivo La Merced              | La Merced       | Paclín              | Tadeo Roldán      | 25 de mayo de 1936       |
| Club Atlético La Tercena                       | La Tercena      | Fray Mamerto Esquiú | Walter Zárate     | 4 de octubre de 1948     |
| Club Sportivo Los Sureños                      | Pozo El Mistol  | Valle Viejo         | Ariel Díaz        | 5 de junio de 1959       |
| Club Atlético San Martín                       | El Bañado       | Valle Viejo         | Héctor Collantes  | 3 de abril de 1942       |
| Club Sportivo Social Rojas                     | Santa Rosa      | Valle Viejo         | José Mohamed      | 25 de junio de 1933      |

## Cambio de entrenadores
| Equipo       | Entrenador saliente | Fecha de salida          | Partidos disputados  | Reemplazado por | Fecha de llegada         |
| ------------ | ------------------- | ------------------------ | -------------------- | --------------- | ------------------------ |
| El Auténtico | Raúl Vega           | 25 de septiembre de 2021 | 2 (0 PG, 0 PE, 2 PP) | Hernán Piza     | 28 de septiembre de 2021 |
| La Merced    | Sebastián Herrera   | 23 de octubre de 2021    | 6 (2 PG, 0 PE, 4 PP) | Tadeo Roldán    | 26 de octubre de 2021    |

### Distribución geográfica de los equipos
| Departamento        | Cant. | Equipos                                                        |
| ------------------- | ----- | -------------------------------------------------------------- |
| Valle Viejo         | 4     | Ateneo Mariano Moreno, Los Sureños, San Martín y Social Rojas. |
| Fray Mamerto Esquiú | 3     | Defensores de Esquiú, Independiente (SA) y La Tercena          |
| Capital             | 2     | Coronel Daza y El Auténtico.                                   |
| Paclín              | 1     | La Merced.                                                     |
| Total               | 10    |                                                                |

## Estadios
| | | | |
| | | | |
| Estadio Primo Antonio Prevedello Ciudad: San Isidro Capacidad: 6 000 espectadores Propietario: Liga Chacarera de Fútbol | Estadio Jorge César Vargas Ciudad: Banda de Varela Capacidad: 1 500 espectadores Propietario: Club Deportivo Coronel Daza | Estadio Diego Armando Maradona Ciudad: La Merced Capacidad: 1 000 espectadores Propietario: Club Social y Deportivo La Merced | Estadio Defensores de Esquiú Ciudad: San José de Piedra Blanca Capacidad: 800 espectadores Propietario: Club Defensores de Esquiú |

## Competición

### Tabla de posiciones
| Pos. | Equipo                | Pts. | PJ | PG | PE | PP | GF | GC | Dif. |
| ---- | --------------------- | ---- | -- | -- | -- | -- | -- | -- | ---- |
| 01.º | Coronel Daza          | 21   | 9  | 7  | 0  | 2  | 28 | 11 | 17   |
| 02.º | Defensores de Esquiú  | 18   | 9  | 6  | 0  | 3  | 15 | 13 | 2    |
| 03.º | San Martín            | 16   | 9  | 5  | 1  | 3  | 14 | 10 | 4    |
| 04.º | Ateneo Mariano Moreno | 13   | 9  | 4  | 1  | 4  | 20 | 19 | 1    |
| 05.º | La Tercena            | 13   | 9  | 4  | 1  | 4  | 12 | 14 | −2   |
| 06.º | Independiente (SA)    | 13   | 9  | 4  | 1  | 4  | 9  | 11 | −2   |
| 07.º | Los Sureños           | 11   | 9  | 3  | 2  | 4  | 9  | 11 | −2   |
| 08.º | El Auténtico          | 10   | 9  | 3  | 1  | 5  | 14 | 15 | −1   |
| 09.º | Social Rojas          | 7    | 9  | 1  | 4  | 4  | 11 | 20 | −9   |
| 10.º | La Merced             | 7    | 9  | 2  | 1  | 6  | 13 | 21 | −8   |

|  | Clasifica a la Final Absoluta |
|  | Clasifican al Petit Torneo    |

#### Evolución de las posiciones
| Equipo / Fecha        | 1  | 2  | 3  | 4  | 5  | 6  | 7  | 8  | 9  |
| --------------------- | -- | -- | -- | -- | -- | -- | -- | -- | -- |
| Ateneo Mariano Moreno | 09 | 05 | 03 | 03 | 06 | 07 | 04 | 03 | 04 |
| Coronel Daza          | 01 | 01 | 01 | 01 | 01 | 01 | 01 | 01 | 01 |
| Defensores de Esquiú  | 10 | 07 | 08 | 06 | 03 | 02 | 02 | 02 | 02 |
| El Auténtico          | 06 | 10 | 07 | 08 | 09 | 06 | 07 | 08 | 08 |
| Independiente (SA)    | 06 | 08 | 09 | 09 | 05 | 04 | 05 | 06 | 06 |
| La Merced             | 02 | 02 | 04 | 05 | 07 | 09 | 10 | 10 | 10 |
| La Tercena            | 04 | 04 | 02 | 04 | 04 | 08 | 08 | 05 | 05 |
| Los Sureños           | 03 | 06 | 06 | 07 | 08 | 05 | 06 | 07 | 07 |
| San Martín            | 04 | 03 | 05 | 02 | 02 | 03 | 03 | 04 | 03 |
| Social Rojas          | 08 | 09 | 10 | 10 | 10 | 10 | 09 | 09 | 09 |

|  |

### Resultados
| Fecha 1               | Fecha 1   | Fecha 1              | Fecha 1                  | Fecha 1          | Fecha 1 |
| Local                 | Resultado | Visita               | Estadio                  | Fecha            | Hora    |
| --------------------- | --------- | -------------------- | ------------------------ | ---------------- | ------- |
| Ateneo Mariano Moreno | 2 - 4     | La Merced            | Defensores de Esquiú     | 18 de septiembre | 14:30   |
| La Tercena            | 1 - 0     | Independiente (SA)   | Defensores de Esquiú     | 18 de septiembre | 16:45   |
| Social Rojas          | 0 - 1     | San Martín           | Primo Antonio Prevedello | 18 de septiembre | 16:45   |
| Los Sureños           | 2 - 1     | El Auténtico         | Primo Antonio Prevedello | 19 de septiembre | 16:45   |
| Coronel Daza          | 4 - 0     | Defensores de Esquiú | Jorge César Vargas       | 19 de septiembre | 16:45   |

| Fecha 2              | Fecha 2   | Fecha 2               | Fecha 2                  | Fecha 2          | Fecha 2 |
| Local                | Resultado | Visita                | Estadio                  | Fecha            | Hora    |
| -------------------- | --------- | --------------------- | ------------------------ | ---------------- | ------- |
| La Merced            | 2 - 0     | Los Sureños           | Diego Armando Maradona   | 25 de septiembre | 15:30   |
| Defensores de Esquiú | 3 - 1     | Social Rojas          | Defensores de Esquiú     | 25 de septiembre | 16:30   |
| El Auténtico         | 0 - 3     | Coronel Daza          | Primo Antonio Prevedello | 25 de septiembre | 18:30   |
| Independiente (SA)   | 0 - 1     | Ateneo Mariano Moreno | Primo Antonio Prevedello | 26 de septiembre | 16:30   |
| San Martín           | 2 - 1     | La Tercena            | Primo Antonio Prevedello | 26 de septiembre | 18:30   |

| Fecha 3               | Fecha 3   | Fecha 3              | Fecha 3                  | Fecha 3      | Fecha 3 |
| Local                 | Resultado | Visita               | Estadio                  | Fecha        | Hora    |
| --------------------- | --------- | -------------------- | ------------------------ | ------------ | ------- |
| La Merced             | 0 - 4     | El Auténtico         | Diego Armando Maradona   | 1 de octubre | 17:00   |
| Social Rojas          | 1 - 5     | Coronel Daza         | Primo Antonio Prevedello | 1 de octubre | 17:30   |
| Ateneo Mariano Moreno | 3 - 1     | San Martín           | Primo Antonio Prevedello | 2 de octubre | 16:30   |
| La Tercena            | 3 - 1     | Defensores de Esquiú | Defensores de Esquiú     | 2 de octubre | 17:00   |
| Los Sureños           | 0 - 0     | Independiente (SA)   | Primo Antonio Prevedello | 2 de octubre | 18:30   |

| Fecha 4              | Fecha 4   | Fecha 4               | Fecha 4                  | Fecha 4      | Fecha 4 |
| Local                | Resultado | Visita                | Estadio                  | Fecha        | Hora    |
| -------------------- | --------- | --------------------- | ------------------------ | ------------ | ------- |
| Coronel Daza         | 3 - 1     | La Tercena            | Jorge César Vargas       | 8 de octubre | 17:00   |
| Independiente (SA)   | 1 - 0     | La Merced             | Primo Antonio Prevedello | 8 de octubre | 17:30   |
| El Auténtico         | 1 - 1     | Social Rojas          | Primo Antonio Prevedello | 9 de octubre | 16:30   |
| Defensores de Esquiú | 2 - 1     | Ateneo Mariano Moreno | Defensores de Esquiú     | 9 de octubre | 17:00   |
| San Martín           | 1 - 1     | Los Sureños           | Primo Antonio Prevedello | 9 de octubre | 18:30   |

| Fecha 5               | Fecha 5   | Fecha 5              | Fecha 5                  | Fecha 5       | Fecha 5 |
| Local                 | Resultado | Visita               | Estadio                  | Fecha         | Hora    |
| --------------------- | --------- | -------------------- | ------------------------ | ------------- | ------- |
| La Tercena            | 1 - 1     | Social Rojas         | Primo Antonio Prevedello | 16 de octubre | 15:00   |
| Los Sureños           | 1 - 2     | Defensores de Esquiú | Primo Antonio Prevedello | 16 de octubre | 17:00   |
| La Merced             | 1 - 4     | San Martín           | Diego Armando Maradona   | 16 de octubre | 17:00   |
| Independiente (SA)    | 2 - 1     | El Auténtico         | Primo Antonio Prevedello | 16 de octubre | 19:00   |
| Ateneo Mariano Moreno | 3 - 4     | Coronel Daza         | Primo Antonio Prevedello | 20 de octubre | 21:00   |

| Fecha 6              | Fecha 6   | Fecha 6               | Fecha 6                  | Fecha 6       | Fecha 6 |
| Local                | Resultado | Visita                | Estadio                  | Fecha         | Hora    |
| -------------------- | --------- | --------------------- | ------------------------ | ------------- | ------- |
| Defensores de Esquiú | 3 - 1     | La Merced             | Defensores de Esquiú     | 23 de octubre | 16:30   |
| Social Rojas         | 3 - 3     | Ateneo Mariano Moreno | Primo Antonio Prevedello | 23 de octubre | 17:30   |
| El Auténtico         | 3 - 1     | La Tercena            | Primo Antonio Prevedello | 23 de octubre | 19:30   |
| San Martín           | 1 - 2     | Independiente (SA)    | Primo Antonio Prevedello | 24 de octubre | 20:00   |
| Coronel Daza         | 0 - 1     | Los Sureños           | Jorge César Vargas       | 27 de octubre | 17:00   |

| Fecha 7               | Fecha 7   | Fecha 7              | Fecha 7                  | Fecha 7       | Fecha 7 |
| Local                 | Resultado | Visita               | Estadio                  | Fecha         | Hora    |
| --------------------- | --------- | -------------------- | ------------------------ | ------------- | ------- |
| Ateneo Mariano Moreno | 3 - 0     | La Tercena           | Primo Antonio Prevedello | 27 de octubre | 16:00   |
| San Martín            | 2 - 0     | El Auténtico         | Primo Antonio Prevedello | 27 de octubre | 18:00   |
| Independiente (SA)    | 0 - 2     | Defensores de Esquiú | Primo Antonio Prevedello | 28 de octubre | 19:00   |
| Coronel Daza          | 3 - 2     | La Merced            | Jorge César Vargas       | 29 de octubre | 17:00   |
| Los Sureños           | 2 - 1     | Social Rojas         | Primo Antonio Prevedello | 29 de octubre | 21:00   |

| Fecha 8              | Fecha 8   | Fecha 8               | Fecha 8                  | Fecha 8        | Fecha 8 |
| Local                | Resultado | Visita                | Estadio                  | Fecha          | Hora    |
| -------------------- | --------- | --------------------- | ------------------------ | -------------- | ------- |
| Defensores de Esquiú | 1 - 0     | San Martín            | Defensores de Esquiú     | 30 de octubre  | 18:00   |
| El Auténtico         | 2 - 3     | Ateneo Mariano Moreno | Primo Antonio Prevedello | 30 de octubre  | 20:00   |
| Social Rojas         | 2 - 2     | La Merced             | Primo Antonio Prevedello | 31 de octubre  | 18:00   |
| La Tercena           | 2 - 0     | Los Sureños           | Primo Antonio Prevedello | 31 de octubre  | 20:00   |
| Coronel Daza         | 5 - 1     | Independiente (SA)    | Jorge César Vargas       | 2 de noviembre | 17:00   |

| Fecha 9              | Fecha 9   | Fecha 9               | Fecha 9                  | Fecha 9        | Fecha 9 |
| Local                | Resultado | Visita                | Estadio                  | Fecha          | Hora    |
| -------------------- | --------- | --------------------- | ------------------------ | -------------- | ------- |
| Defensores de Esquiú | 1 - 2     | El Auténtico          | Defensores de Esquiú     | 3 de noviembre | 18:00   |
| Los Sureños          | 3 - 1     | Ateneo Mariano Moreno | Primo Antonio Prevedello | 3 de noviembre | 20:00   |
| La Merced            | 1 - 2     | La Tercena            | Diego Armando Maradona   | 4 de noviembre | 17:00   |
| Independiente (SA)   | 3 - 0     | Social Rojas          | Primo Antonio Prevedello | 4 de noviembre | 18:00   |
| San Martín           | 2 - 1     | Coronel Daza          | Primo Antonio Prevedello | 4 de noviembre | 20:30   |

|  |

## Petit Torneo

### Cuadro de desarrollo
|  | Semifinales           | Semifinales |   |              | Final                | Final |  |
|  |                       |             |   |              |                      |       |  |
|  |                       |             |   |              |                      |       |  |
|  | Defensores de Esquiú  | 3           |   |              |                      |       |  |
|  | La Tercena            | 2           |   |              |                      |       |  |
|  |                       |             |   |              |                      |       |  |
|  |                       |             |   |              |                      |       |  |
|  |                       |             |   |              | Defensores de Esquiú | 3     |  |
|  |                       | San Martín  | 1 |              |                      |       |  |
|  |                       |             |   |              |                      |       |  |
|  |                       |             |   |              |                      |       |  |
|  |                       |             |   |              | Final Absoluta       |       |  |
|  |                       |             |   |              |                      |       |  |
|  | San Martín            | 1           |   | Coronel Daza | 3                    |       |  |
|  | Ateneo Mariano Moreno | 0           |   |              | Defensores de Esquiú | 0     |  |

### Semifinales
| 7 de noviembre, 17:00 | Defensores de Esquiú                                     | 3 - 2   | La Tercena                       | Primo Antonio Prevedello, San Isidro |                           |
|                       | Gastón López 45' · Andrés Arroyo 62' · Gastón Vega 90+2' | Reporte | 27' (penal) 77' Maximiliano Seco | Árbitro(s): Federico Cano            | Árbitro(s): Federico Cano |

| 7 de noviembre, 19:30 | San Martín      | 1 - 0   | Ateneo Mariano Moreno | Primo Antonio Prevedello, San Isidro |                          |
|                       | Saúl Castro 43' | Reporte |                       | Árbitro(s): Jesús Aldeco             | Árbitro(s): Jesús Aldeco |

### Final
| 11 de noviembre, 20:00 | Defensores de Esquiú                                                     | 3 - 1   | San Martín                  | Primo Antonio Prevedello, San Isidro |                                      |
|                        | Eduardo Sobrado 29' · Erik Martínez Acosta 39' · Walter Bustamante 90+5' | Reporte | 17' Facundo Villafañe Luján | Árbitro(s): Maximiliano Silcan Jeréz | Árbitro(s): Maximiliano Silcan Jeréz |

## Final Absoluta
| 13 de noviembre, 17:00 | Coronel Daza                              | 3 - 0   | Defensores de Esquiú | Primo Antonio Prevedello, San Isidro |                           |
|                        | Ángel Bustamante 9' · Néstor Ríos 73' 89' | Reporte |                      | Árbitro(s): Federico Cano            | Árbitro(s): Federico Cano |

|                             |
| Club Deportivo Coronel Daza |
| Campeón Torneo Anual 2021   |

## Estadísticas

### Goleadores
| Jugador                        | Equipo                | Goles |
| ------------------------------ | --------------------- | ----- |
| Fernando Flores                | Ateneo Mariano Moreno | 10    |
| Maximiliano Seco               | La Tercena            | 9     |
| Raúl Cisterna                  | Independiente (SA)    | 6     |
| Actualizado al 14 de noviembre |                       |       |

| Ángel Bustamante        | Coronel Daza          | 5 |
| Gabriel Rodríguez       | Ateneo Mariano Moreno | 5 |
| Néstor Ríos             | Coronel Daza          | 5 |
| Cristian Herrera        | Coronel Daza          | 4 |
| Cristian Moreno         | Coronel Daza          | 4 |
| Dylan Morel             | Defensores de Esquiú  | 4 |
| Facundo Carreño         | Coronel Daza          | 4 |
| Facundo Villafañe Luján | San Martín            | 4 |
| Gastón Vega             | Defensores de Esquiú  | 4 |
| José Cano               | El Auténtico          | 4 |
| Nelson Sánchez          | Social Rojas          | 4 |
| Damián Sosa             | Los Sureños           | 3 |
| Franco Ibáñez           | Defensores de Esquiú  | 3 |
| Luis Bustos             | San Martín            | 3 |
| Saúl Castro             | San Martín            | 3 |
| Wilson Moreno           | Coronel Daza          | 3 |
| Andrés Arroyo           | Defensores de Esquiú  | 2 |
| Erick Martínez Acosta   | Defensores de Esquiú  | 2 |
| Gabriel Coronel         | La Merced             | 2 |
| Gerardo Lencina         | La Merced             | 2 |
| Hoel Ibáñez             | Coronel Daza          | 2 |
| Jonathan Barrientos     | Los Sureños           | 2 |
| Jonathan Rinaudo        | Social Rojas          | 2 |
| Lucas Carrizo           | El Auténtico          | 2 |
| Lucas Palomeque         | El Auténtico          | 2 |
| Mario Coronel           | La Merced             | 2 |
| Nazareno Agüero         | La Merced             | 2 |
| Paolo Pisano            | Independiente (SA)    | 2 |
| Raúl Avellaneda         | San Martín            | 2 |
| Rodrigo Acosta          | El Auténtico          | 2 |
| Agustín Canil           | Social Rojas          | 1 |
| Alan Díaz               | San Martín            | 1 |
| Alexander Pacheco       | Ateneo Mariano Moreno | 1 |
| Alexis Bazán            | Los Sureños           | 1 |
| Alexis Pacheco          | Ateneo Mariano Moreno | 1 |
| Andrés Andini           | Los Sureños           | 1 |
| Antonio Ramírez         | Ateneo Mariano Moreno | 1 |
| Brian Cano              | Ateneo Mariano Moreno | 1 |
| Cristian Argañaraz      | El Auténtico          | 1 |
| Cristian Díaz           | La Tercena            | 1 |
| Damián Lencina          | La Merced             | 1 |
| Diego Nieva             | Los Sureños           | 1 |
| Eduardo Sobrado         | Defensores de Esquiú  | 1 |
| Enzo Mercado            | Independiente (SA)    | 1 |
| Esteban Chayle Quiroga  | La Tercena            | 1 |
| Facundo Sosa            | Defensores de Esquiú  | 1 |
| Franco Agüero           | La Merced             | 1 |
| Franco Carreño          | Coronel Daza          | 1 |
| Franco Coronel          | La Merced             | 1 |
| Gabriel Ibáñez          | Social Rojas          | 1 |
| Gastón López            | Defensores de Esquiú  | 1 |
| Gonzalo Heredia         | Social Rojas          | 1 |
| Gonzalo Rojas           | Los Sureños           | 1 |
| Gustavo Cárdenas        | Social Rojas          | 1 |
| Jonathan Castro         | El Auténtico          | 1 |
| Jonathan Fernández      | Social Rojas          | 1 |
| Juan José Reinoso       | La Tercena            | 1 |
| Luis Córdoba            | Coronel Daza          | 1 |
| Maximiliano Álvarez     | San Martín            | 1 |
| Maximiliano Córdoba     | El Auténtico          | 1 |
| Maximiliano Silva       | Coronel Daza          | 1 |
| Nahuel Córdoba          | Coronel Daza          | 1 |
| Narciso Víctor Varela   | Defensores de Esquiú  | 1 |
| Pablo Aredes            | San Martín            | 1 |
| Roberto Santillán       | La Merced             | 1 |
| Rodrigo Santillán       | La Merced             | 1 |
| Román Moreno            | Defensores de Esquiú  | 1 |
| Sergio Camaño           | San Martín            | 1 |
| Walter Aroca            | La Tercena            | 1 |
| Walter Bustamante       | Defensores de Esquiú  | 1 |
| Walter Pacheco          | Ateneo Mariano Moreno | 1 |
| Wilson Castillo         | El Auténtico          | 1 |